# ویویانا بونتاکیو
ویویانا بونتاکیو (انگلیسی: Viviana Bontacchio; ۱۱ ژوئن ۱۹۵۹ – ۲۳ ژانویهٔ ۲۰۱۲) بازیکن فوتبال اهل ایتالیا بود.
وی همچنین در تیم ملی فوتبال زنان ایتالیا بازی کرده‌است.